# Huansu H2
Huansu H2 — минивэн, выпускавшийся подразделением Huansu автомобильной корпорации Chongqing Bisu, которая тесно связана с Beiqi-Yinxiang — совместным предприятием Beijing Auto (Beiqi) и Yinxiang Group.

## Описание
Huansu H2 основан на той же платформе, что и родственные модели Weiwang M20, Weiwang M30, Weiwang M35 и Changhe Freedom M50. Ценовой диапазон варьируется от 39800 до 66800 юаней.
Huansu H2 оснащается 1,5-литровым двигателем мощностью 102, 106 или 113 л. с. Коробка передач — пятиступенчатая механическая или шестиступенчатая автоматическая.
Производство автомобилей Huansu H2 прекратилось в 2018 году, так как у Yinxiang Group возникли финансовые проблемы. В 2021 году компания Yinxiang Group окончательно объявила о банкротстве.

## Ruixiang Boteng V1
Ruixiang Boteng V1 — ребеджинговый вариант Huansu H2. Выпускается с 2022 года, после банкротства Yinxiang Group и прекращения существования бренда Huansu. Автомобиль имеет видоизменённую переднюю часть и оснащается 1,5-литровым двигателем мощностью 83 кВт (113 л. с.) и крутящим моментом 150 Н·м. Коробка передач — пятиступенчатая механическая.